# 小鶴 (芋焼酎)
小鶴（こづる）は、鹿児島県日置市の酒造メーカー・小正醸造より発売されている芋焼酎の銘柄。
- 小正醸造は1883年（明治16年）創業と歴史が古く、薩摩酒造のさつま白波のような知名度や森伊蔵ほどの稀少性は無いものの、多くの人に親しまれている。
- 季節限定商品、冬限定の「新焼酎」や春限定の「いもいも」は特に人気が高い。

## 小鶴の種類
- 白こうじ
  - さつま小鶴　1800ml、900ml、720ml
- 黒こうじ
  - 小鶴くろ　1800ml、900ml、720ml
- 黄こうじ
  - 小鶴黄麹　1800ml、900ml、720ml

### 季節限定
- さつま小鶴 いもいも - 春限定

通常は米麹が使われる一次仕込みでも芋麹を使用するため、「全量いも仕込み」の焼酎として知られている。
- 新焼酎 - 冬限定
  - さつま小鶴新焼酎　白ヌーヴォー　1800ml、900ml
  - 小鶴くろ新焼酎　黒ヌーヴォー　1800ml、900ml
  - 小鶴黄麹新焼酎　黄ヌーヴォー　1800ml、900ml

鹿児島県産のさつま芋、コガネセンガンの収穫時期である秋に仕込み、シラス台地に磨かれた地下水、権現様の宮水を使用している。